# Kapela sv. Ane u Odranskom Obrežu
Kapela sv. Ane katolička je kapela koja se nalazi u zagrebačkoj četvrti Brezovica u naselju Odranski Obrež. Sagrađena je 1907. godine. U potresu koji je pogodio Zagreb 2020. godine kapela je teško oštećena. Nakon temeljite unutarnje i vanjske obnove, inicijativom župnika Pužina te darovima i potporom župljana, kapela je od srpnja 2021. godine ponovno u uporabi.

## Galerija
- Prednje pročelje
- Križ ispred kapele
- Skulptura ispred kapele